# Cheeky's Cast 3
『Cheeky's Cast 3』（チーキーズ キャスト 3）は、BSよしもとで2022年3月21日から放送されていたバラエティ番組。

## 概要
吉本興業所属の芸人が日替わりで各バラエティ番組を担当。
番組開始から1か月ほど使用されたセットは、中心部にある｢Cheekys Cast｣のSとTが逆なってCatsとなっていた。これは番組プロデューサーの発注ミスによるものである。
誤発注にちなみ、この時期のセットには猫の足跡が描かれたほか、後述の『令和ロマンの街話』では番組名にちなんでか、地域猫にカメラを向けることが多かった。

## 放送および出演者
| 曜日   | MC                   | 番組名                               |
| ------ | -------------------- | ------------------------------------ |
| 月曜日 | シシガシラ           | シシガシラのチーキーマン             |
| 火曜日 | ビスケットブラザーズ | ビスケットブラザーズのラブビスケット |
| 水曜日 | 素敵じゃないか       | 素敵じゃないかの素敵じゃないか       |
| 木曜日 | 紅しょうが           | 紅しょうがのBUZZりもん紹介し〜や〜   |
| 金曜日 | 令和ロマン           | 令和ロマンの街話                     |

## 令和ロマンの街話
金曜日担当の『令和ロマンの街話』は2023年2月5日に特別編が放送されるなど特に人気を得た。撮影隊が撮影したものを別収録でつっこむという構成は、コロナ禍の撮影収録になったことによる。2023年には令和ロマンがM-1優勝したことで再注目を浴び、YouTubeにて公式配信された。
無人の相席食堂。アトランダムなアド街とも称される。

### 放送リスト
| 放送回 | 初回放送日     | タイトル               | 主な収録地                                                   |
| ------ | -------------- | ---------------------- | ------------------------------------------------------------ |
| #1     | 2022年 3月25日 | 東武練馬編、雑司が谷編 | 北町楽天地、雑司ヶ谷鬼子母神堂                               |
| #2     | 4月1日         | 笹塚・代田橋編         | 沖縄タウン杉並和泉明店街                                     |
| #3     | 4月8日         | 江古田編               | 江古田駅南口周辺、高比良の生誕地                             |
| #4     | 4月15日        | 北品川編               | 品川神社、北品川の父登場                                     |
| #5     | 4月22日        | 立石編                 | 立石四丁目、のんべえ横丁                                     |
| #6     | 4月29日        | 雑色編                 | しっかりした喫煙所とすごいタイヤ公園                         |
| #7     | 5月6日         | 板橋編                 | 宮元商店街、ど根性樹木、歴54年の番頭さん                     |
| #8     | 5月13日        | 竹ノ塚編               | 謎の彫刻の道                                                 |
| ♯9     | 5月20日        | 葛飾区鐘ヶ淵編         | ロボ猫サキちゃんにあえる街                                   |
| #10    | 5月27日        | 葛飾区金町編           | きゃっきゃしてるこち亀の街                                   |
| #11    | 6月3日         | 船堀編                 | 飯テロと金魚                                                 |
| #12    | 6月10日        | 田無編                 | 田無神社、石神井川、ENA                                      |
| #13    | 6月17日        | 新井薬師前編           | 2人がガッツリ知ってる街                                      |
| #14    | 6月24日        | 北池袋編               | 本当に疲れてる人に刺さる回                                   |
| #15    | 7月1日         | 東あずま編             | 最後のお父さんがすごすぎた回                                 |
| #16    | 7月8日         | 見沼代親水公園編       | 舎人いきいき公園、知らなすぎる水辺で生き物豊富な街           |
| #17    | 7月15日        | 穴守稲荷編             | 穴守稲荷神社                                                 |
| #18    | 7月22日        | 三ノ輪橋編             | 久々のアーケード商店街（ジョイフル三の輪）、ほぼ孤独のグルメ |
| #19    | 7月29日        | 立会川編               | 立会川、おばあちゃんにガチ恋                                 |
| #20    | 8月5日         | 梶原編                 | 都電荒川線梶原停留場周辺                                     |
| #21    | 8月12日        | 武蔵関編               | 武蔵関公園                                                   |
| #22    | 8月19日        | 街話の熱話             | トークが盛り上がったベスト7傑作選                            |
| #23    | 8月26日        | 西高島平編             | 荒川戸田橋緑地、高島平団地ファミリー名店街                   |
| #24    | 9月2日         | 武蔵増戸編             | 在原書店、石川綿店、まさかの思い出の地                       |
| #25    | 9月9日         | 篠崎編                 | 東京都最東端の駅                                             |
| #26    | 9月16日        | 越中島編               | 東京23区内JR最閑散駅                                         |
| #27    | 9月23日        | 小村井編               | BSよしもとと関係性の深い街                                   |
| #28    | 9月30日        | 野方編                 | 令和ロマンゆかりの街                                         |
| 特別編 | 2023年 2月23日 | つくば編               | 企画協力：産業技術総合研究所                                 |